# Sagan om konungens årsinkomst
Sagan om konungens årsinkomst är en skiva med Slagsmålsklubben, utgiven som CD den 27 oktober 2004 av skivbolaget Beat That.
Namnet Sagan om konungens årsinkomst är en ordvits som åsyftar boktiteln Sagan om konungens återkomst. Låten ”Djur Don't Love MIR Yet” är Slagsmålsklubbens version av Roky Ericksons låt ”You Don't Love Me Yet” men med hänvisning till skivbolaget Djur and Mir.

## Låtlista
| Nr  | Titel                           | Längd |
| --- | ------------------------------- | ----- |
| 1.  | Terror Flynn OK OK              | 3:48  |
| 2.  | Erd Ist Froh                    | 3:13  |
| 3.  | Smart drag Mr. Christer         | 2:26  |
| 4.  | Djur Don't Love MIR Yet         | 4:13  |
| 5.  | Kom igen kommissarien           | 3:25  |
| 6.  | BIB                             | 5:04  |
| 7.  | Rakade ögonbryn ska det vara    | 2:39  |
| 8.  | Grovhuggen kepsgubbe            | 4:17  |
| 9.  | Spring för livet gottegris      | 2:40  |
| 10. | I hennes majestäts hemliga hatt | 3:24  |
| 11. | Alfons Dolphins                 | 2:52  |
| 12. | 1888 Franklin                   | 3:13  |
| 13. | His Morning Promenade           | 3:54  |